# میعادگاه غوطه ور دریای سرخ
اقامتگاه غواصی دریای سرخ به (انگلیسی:The Red Sea Diving Resort) یک فیلم هیجان انگیز، جاسوسی محصول آمریکا در سال ۲۰۱۹ می‌باشد.

## بازیگران
- کریس ایوانز
- مایکل کی ویلیامز
- هیلی بنت
- میخیل هایسمان
- آلساندرو نیوولا
- گرگ کینر
- بن کینگزلی
- آلِکس هاسل
- مارک ایوانیر
- کریس چاک
- الونا تال